# Thomas Pinckney
Thomas Pinckney (ur. 23 października 1750, zm. 2 listopada 1828) – amerykański mąż stanu, wojskowy i dyplomata, weteran wojny o niepodległość Stanów Zjednoczonych z lat 1776–1783 i wojny brytyjsko-amerykańskiej z roku 1812.

## Życiorys
Pinckney urodził się w Charleston (Karolina Południowa), gdzie jego ojciec, Charles Pinckney, był wysokim kolonialnym urzędnikiem. Gdy Thomas miał 3 lata, jego ojciec zabrał rodzinę do Wielkiej Brytanii, ponieważ miał tam pewne interesy do załatwienia. Gdy ojciec tam zmarł w 1758 roku, Thomas pozostał z matką w Anglii gdzie kształcił się w Westminster School i w Oxfordzie, a potem we Francji.
Thomas Pinckney powrócił do ojczyzny w 1774 roku. W czasie bunt przeciw Brytyjczykom został jednym z „Patriotów”. W 1775 został kapitanem 1st South Carolina Regiment (Armia Kontynentalna), a potem adiutantem gen. Horatio Gatesa. Bitwa pod Camden w 1780 roku została przez kolonistów przegrana i Pinckney dostał się do niewoli. Gdy rany zagoiły się został wymieniony na brytyjskiego oficera schwytanego przez kolonistów. W roku 1781 walczył pod gen. La Fayette w Wirginii.
Po wojnie był gubernatorem swojego stanu (1787–1789) i jako gubernator ratyfikował nową konstytucję USA.
W roku 1792 został amerykańskim ministrem pełnomocnym w Londynie. Jednak w zawarciu odpowiedniego traktatu „odprężającego” z Brytyjczykami musiał mu pomóc specjalny wysłannik prezydenta Washingtona John Jay. W Londynie pozostał do 1796 roku, jednak przez pewien czas (1794–1795) był również posłem nadzwyczajnym w Hiszpanii i musiał urzędować w Madrycie, gdzie ministrem-rezydentem USA był William Short. Z Hiszpanami zawarł tzw. „Traktat Pinckneya (1795), którego podpisał pierwszy minister hiszpański Manuel de Godoy. Traktat dotyczył przyjaźni między obu narodami i regulacji granicy Georgii z Florydą.
Sukces dyplomatyczny uczynił z Pinckneya osobę znaną i poważaną, dlatego Partia Federalistyczna wystawiła go jako kandydata w wyborach prezydenckich w 1796 roku, które wygrał jednak John Adams.
W latach 1797–1801 Pinckney był przedstawicielem stanu Karolina Południowa w Izbie Reprezentantów Stanów Zjednoczonych. W 1798 współorganizował impeachment, któremu poddany został poseł William Blount.
Pinckney służył jako generał-major w czasie wojny z Brytyjczkami, która wybuchła w 1812 roku. Potem był prezydentem „Society of the Cincinnati” (1825-1828).
Pinckneyville w stanie Georgia jest nazwane po nim.

## Rodzina
Jego brat Charles Cotesworth Pinckney i jego kuzyn Charles Pinckney podpisali konstytucję USA.
Pinckney miał dwie żony: Elizabeth Motte i Jane Middleton, której kuzynem był Arthur Middleton.
Miał dwóch synów Thomasa i Charlesa.

## Literatura
- Purcell, L. Edward. Who Was Who in the American Revolution. New York: Facts on File, 1993, ISBN 0-8160-2107-4.
- Southwick, Leslie. Presidential Also-Rans and Running Mates, 1788-1996. McFarland & Company, 1998, ISBN 0-7864-0310-1.